# Idotea ziczac
Idotea ziczac là một loài chân đều trong họ Idoteidae. Loài này được Barnard miêu tả khoa học năm 1951.